# Ulstrup (Angel)
 For alternative betydninger, se Ulstrup. (Se også artikler, som begynder med Ulstrup)
Ulstrup er en landsby i det nordlige Tyskland, beliggende mellem Ves og Lyksborg i det nordlige Angel, Sydslesvig. Landsbyen er omgivet af Ulstrupmark (Lyksborg) i nord, Ryde med Rydeled i nordøst, Krageholm i øst, Munkbrarup og Oksbøl i syd og Rødehus i vest. Den ligger på et let kuperet, højtliggende terræn med gode jordbundsforhold. Mod nord og øst nås højder på cirka 42 meter. Der kan nævnes Bliksbjerg, Damsbjerg, Højbjerg og Rugbjerg. I den danske periode hørte landsbyen under Munkbrarup Sogn i Flensborg Amt. Landsbyen var tidligere i Ryd Klosters eje. 1871 blev byen en administrativ selvstændig kommune, i 1959 blev den indlemmet i nabokommunen Ves. Den tidligere kommune rådede 1956 over 354 ha og havde 127 indbyggere. Under Ulstrup regnes også Sorgefri og en del af Ulstrupmark . 
Ulstrup blev første gang nævnt i 1519 som Vlsterup. Forleddet er enten afledt af mandsnavnet glda. Ulf eller af dyrnavn ulv(sml. oldnordisk ūlfr). Stednavnet findes mange steder i Danmark (sml. også Ulstrup i Sankt Peter-Ording ved vestkysten). 